# Bioko
Bioko (1973-ig Fernando Po, 1973–79 között Macías Nguema Byogo, bube nyelven Ëtulá Ëria) Egyenlítői-Guineához tartozó sziget az Atlanti-óceánban. Itt található az ország fővárosa, Malabo (korábban Santa Isabel). 

## Természeti földrajza
A sziget az ország legészaknyugatibb része. A Guineai-öböl keleti részén, a Biafrai-öbölben fekszik, kb. 40 km-re a szárazföldi Kamerun partjaitól, Batától 290 km-re északnyugatra. Legmagasabb pontja a Pico Basilé (3011 m) a Kamerun-vonal kialudt pajzsvulkánjánal tetején. Malabo jól védett, természetes kikötője a vulkán romkráterében épült.

## Népessége
Lakossága 335 048 fő (2015). Az emberek többsége a bantu népekhez tartozó bubi nép tagja, azon belül is a fang etnikumhoz tartozik.

## Közigazgatása
A sziget két tartományra oszlik:
- Bioko Norte(wd) északon
- Bioko Sur(wd) délen

## Gazdasága
A sziget forgalmas kikötőjéből a 20. század 2. felében főleg nemesfát és kávét exportáltak.